# 厚木拓郎
厚木 拓郎（あつき たくろう、1989年10月12日 - ）は、日本の俳優。
東京都出身。子役時代は劇団ひまわりに所属していた。演劇系コントユニット「コヒツジズ」メンバー。2020年4月20日よりアクトレインクラブに所属。

## 出演

### 舞台
- コルチャック先生（1997年8月5日 - 19日、世田谷パブリックシアター / 8月23日 - 30日、シアター・ドラマシティ） - 物乞いの子ども 役
- 新国立劇場こけら落とし公演「夜明け前」（1997年12月4日 - 24日、新国立劇場） - 半太（少年時代） 役
- 明治座十二月公演「大岡越前」（1998年12月、明治座） - 求次郎 役
- 劇団ひまわり創立60周年記念公演「アンネ」（2011年5月3日 - 15日、シアター代官山）
- 劇団ひまわり シアターカンパニー Smash「掌の宇宙 六十周年を手で寿ぐ」（2012年4月4日 - 8日、シアター代官山）
- 劇団ひまわり創立60周年記念公演「蒼い妖精とピノッキオ」（2012年7月5日 - 8日、あうるすぽっと） - D 役
- ジーンズ第1回公演「ジーンズの旅行狂時代」（2013年1月23日 - 27日、池袋GEKIBA）
- 劇団ひまわり シアターカンパニー Smash「十二夜」（2013年4月11日 - 14日 / 5月24日 - 6月2日、シアター代官山） - 公爵 役（B/Dチーム） / 船長・神父 役（A/Cチーム）
- 劇団ひまわり X-Plorer ミュージカル「POST」（2013年11月22日 - 12月8日、シアター代官山）
- 現代劇作家シリーズ4 寺山修司「青森県のせむし男」フェスティバル コント・短編演劇集団ジーンズ《贋作・青森県のせむし男》（2014年5月8日・9日、d-倉庫）
- ジーンズ第2回公演「ジーンズのテクノ・タイムス」（2014年9月25日 - 28日、宇宙館） - 作 / 出演
- コヒツジズ第1回公演「さまよえるコヒツジズ」（2015年2月14日・15日、宇宙館）
- 劇団きみのため　Produce VOL.3「愛しきは」（2015年4月15日 - 19日、テアトルBONBON）
- コヒツジズ第2回公演「コヒツジズの日本昔話のような話」（2015年8月22日・23日、プロト・シアター）
- 劇団Liebe「みえっぱりのラモーナ」（2016年1月16日・17日、プラザイースト ホール） - エリック 役
- コヒツジズ家族公演「人の話を聞け 〜真昼間バージョン・宵の口バージョン〜」（2016年5月5日 - 8日、きいろろ聡明堂）
- コヒツジズ第3回公演「くたばる前に、夏」（2016年8月25日 - 28日、きいろろ聡明堂） - 出演
- 劇団Liebe「歌うスケアクロウ」（2016年10月8日・9日、プラザイースト ホール） - 三郎カカシ 役
- コヒツジズ神社公演「#神様どこにいますか」（2017年3月4日・5日、駒込妙義神社 社殿）
- 劇団Liebe「サンシャイン!光があふれる」（2017年5月27日・28日、プラザイースト ホール） - スサノヲ 役
- コヒツジズ第4回公演「コヒツジズの星間旅行」（2017年9月9日・10日、アートスペースサンライズホール / 10月7日、AT HALL）
- 劇団Liebe ふたつの短い朗読劇「どんぐりと山猫」「ラプンツェル」（2018年1月28日、美園コミュニティセンター 1階エントランスホール）
- 劇団埋れ木 第2回コント公演「PRIORITY」（2018年3月30日 - 4月1日、新生館アトリエ）
- チョコレートキャッスル短編公演『腕切る少女じゃいられない』（2018年5月4日 - 6日、早稲田大学小劇場どらま館）
- コヒツジズ 第5回公演「シープハウスの宿泊客はあしたも生きてるとは限らない」（2018年6月22日 - 24日、ステージカフェ 下北沢亭）
- 劇団Liebe「恋する龍神」（2018年10月27日・28日、プラザイースト ホール） - 主演・萩原 役
- 埋れ木×コヒツジズ 合同短篇公演『ラムレギ』（2018年12月21日 - 23日、新宿ゴールデン街劇場）
- コヒツジズ 第6回公演「その町」（2019年3月13日 - 17日、OFF・OFFシアター）
- ゆるふ酒のコント「恋と5月病」（2019年5月25日・26日、十色庵）[2]
- ポップンマッシュルームチキン野郎「R老人の終末の御予定」（2025年3月6日 - 11日、すみだパークシアター倉）[3]

### 映画
- あの、夏の日 とんでろ じいちゃん（1999年7月3日、東映） - 主演・大井由太 役（小林桂樹とダブル主演）
- マヌケ先生（2000年9月30日、PSC） - 主演・少年時代の鞠男 役（三浦友和とダブル主演）[4]
- 淀川長治物語神戸篇 サイナラ（2000年9月30日、PSC） - 主演・少年時代の長治 役（秋吉久美子とダブル主演）
- 理由（2004年12月18日、アスミック・エース） - 小糸孝弘 役
- 転校生-さよなら あなた-（2007年6月23日、角川映画） - 山本弘 役
- その日のまえに（2008年11月1日、角川映画） - 駅長君 役
- 風が強く吹いている（2009年10月31日、松竹） - 幹事長 役
- アントキノイノチ（2011年11月19日、松竹） - 菊田 役
- この空の花 長岡花火物語（2012年5月12日、PSC / TMエンタテインメント） - 元木貞夫 役
- 校庭の轍（2016年12月9日 - 11日、吉祥寺アークファクトリーにて上映） - 劇団員 役
- 海辺の映画館―キネマの玉手箱（2020年7月31日、アスミック・エース） - 主演・馬場毬男 役（細山田隆人・細田善彦とトリプル主演）[5]
- 釜石ラーメン物語（2023年7月8日、ムービー・アクト・プロジェクト）[6]

### テレビドラマ
- 好きやねん（1995年、日本テレビ）
- イタズラなKiss（1996年、テレビ朝日）
- 金田一耕助の傑作推理「幽霊座」（1997年1月3日、TBS） - 鶴之助（幼少期） 役
- 救急戦隊ゴーゴーファイブ 第24話（1999年8月8日、テレビ朝日） - 巽マトイ（少年期） 役
- 淀川長治物語 神戸篇 サイナラ TVヴァージョン（1999年11月7日、テレビ朝日） - 主演・少年時代の長治 役（秋吉久美子とダブル主演）
- QUIZ 第8話・最終話（2000年6月2日・23日、TBS） - 謎の男 役
- 大河ドラマ 北条時宗 第1話・第2話（2001年1月7日・14日、NHK） - 足利利氏 役
- ドラマW 理由（2004年4月29日、WOWOW） - 小糸孝弘 役
  - DRAMA COMPLEX 理由 日テレヴァージョン（2005年11月8日、日本テレビ）
- ライアーゲーム シーズン2 第8話・最終話（2010年1月12日・19日、フジテレビ） - 学生 役

### テレビ番組
- シャキーン!「お祝いミュージカル」（2019年10月8日、NHKEテレ） - 厚木 役

### Vシネマ
- 超力戦隊オーレンジャー オーレVSカクレンジャー（1995年）

### 吹き替え
- スパイダーマン（2002年5月11日、ソニー・ピクチャーズエンタテインメント）
- トラブル・キッズ マックス・キーブルの大逆襲（2002年）

### PV
- LOSTBOY「PLASTER」（2012年8月18日発売） - 友情出演
- 柴咲コウ「野性の同盟」（2015年11月25日発売）
- ［Alexandros］「NEW WALL」（2016年4月20日発売）

### ラジオドラマ
- 青春アドベンチャー（NHK-FM）
  - 『DIVE!!』（2003年8月4日 - 8日 / 11日 - 15日 / 18日 - 22日 / 25日 - 29日）
- FMシアター（NHK-FM）
  - シリーズ ベトナムの現代文学『ツバメ飛ぶ』（2004年9月4日）
  - シリーズ・南アフリカの現代文学『さあ、すわってお聞きなさい』（2005年9月3日）
  - シリーズ・カリブの現代文学『ハバナへの旅』（2007年9月22日）